# Richard S. Castellano
Richard Salvatore Castellano (Nova Iorque, 4 de setembro de 1933 – North Bergen, 10 de dezembro de 1988) foi um ator estadunidense mais conhecido por seus papéis em Lovers and Other Strangers e como Peter Clemenza em The Godfather.
Por seu papel em Lovers and Other Strangers, foi indicado ao Oscar de melhor ator coadjuvante em 1971.

## Vida pessoal
Castellano nasceu no Bronx, um bairro da cidade de Nova Iorque, em uma família italiana católica. De acordo com sua viúva, ele era sobrinho do chefe da Família Gambino, Paul Castellano.
Castellano morreu de um infarto agudo do miocárdio em 1988, aos 55 anos.